# Рада з загальних питань
Ради з загальних питань — підрозділ Ради Європейського Союзу, який збирається раз на місяць. Зустріч об'єднує міністрів закордонних справ держав-членів ЄС.
Рада з загальних питань була створена у 2009 році на підставі Лісабонського договору, розділивши Раду з загальних питань та зовнішніх відносин на Раду з загальних питань та Раду міністрів іноземних справ. Обидві Ради (з загальних питань та Рада міністрів іноземних справ) є єдиними органами при Раді Європейського Союзу, створення яких передбачене в Лісабонських угодах.
Рада з загальних питань розглядає усі угоди, що зачіпають хоча б одну з програм ЄС. Такими є, наприклад, розширення Європейського Союзу, підготовка бюджету ЄС або інституційні та адміністративні питання. Рада з загальних питань координує підготовку та подальшу діяльність за підсумками засідань Європейської Ради. Вона також здійснює координаційну роль в різних областях європейської політики.